# Charles-François Dumouriez
Charles François Dumouriez (Cambrai, 1739. január 25. – Turville, Buckinghamshire, Anglia, 1823. március 14.) Franciaország tábornoka a francia forradalom és a koalíciós háborúk idején. A valmyi csatában François Christophe Kellermann tábornokkal osztozott a győzelemben, de később dezertált a forradalmi hadseregből, és királypárti ellenzőjévé vált I. Napóleon császár uralmának.

## Élete és pályafutása

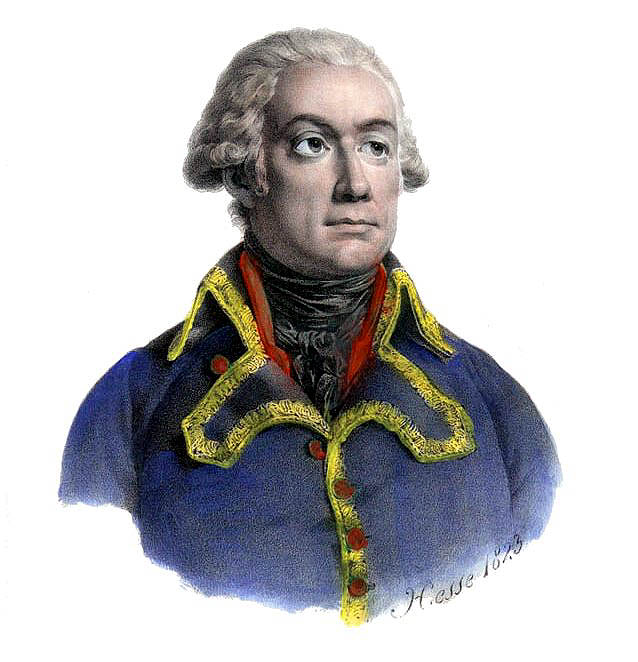
Dumouriez tábornok

1757-ben katona lett; harcolt Németországban. 1763-ban kilépett a hadseregből; 1768-ban ismét belépett és a Korzikába küldött csapatoknál hadsegéd lett. 1770-ben ezredessé léptették elő. 1771-ben a bari konföderációhoz küldték pénzzel és francia tisztekkel. Eltérve utasításaitól, ő maga is tevékeny részt vett a háborúban, de az oroszok legyőzték, amire a francia kormány visszahívta, 1772-ben XV. Lajos király, Emmanuel-Armand de Vignerot du Plessis miniszter tudta nélkül, titkos üzenettel Svédországba küldte. Aiguillon, megtudva Dumouriez küldetését, Hamburgban elfogatta és a Bastille-ba záratta. 1774-ben XVI. Lajos trónra lépése után szabadon bocsátották és a hadseregben ismét alkalmazták. 1778-ban tábornok és cherbourgi várparancsnok lett.
A forradalom alatt előbb a jakobinusokhoz, később a mérsékeltebb girondistákhoz csatlakozott és altábornagy, 1792-ben pedig külügyminiszter lett és a királyt rávette, hogy Ausztriának és Poroszországnak háborút üzenjen, ami által a forradalmi pártok azt érték el, hogy a király auktoritása alatt forradalmi sereget szervezhettek. E sereg vezérének, La Fayette-nek menekülése után Dumouriez vette át a sereg vezetését, Valmynál visszavonulásra kényszerítette a porosz sereget, azután az osztrákok ellen fordult és a jemappes-i győzelem után egész Osztrák-Németalföldet elfoglalta. 

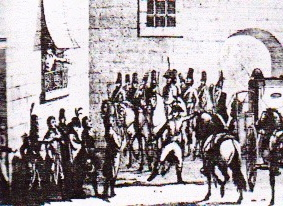
Dumouriez elfogatja a kormánybiztosokat

E siker a párizsi forradalmi kormányt elbizakodottá tette. A hadsereg veszteségeinek pótlásáról nem gondoskodott, hanem kormánybiztosokat küldött a hadsereghez, akiknek tapintatlan eljárása a Dumouriez által megalapított fegyelmet megingatta és akik, valamint a kormány is, úgy viselkedtek, hogy Dumouriez meggyőződött, hogy Franciaország érdekében az őrültek uralkodásának véget kell vetni. Titkosan levelezett az osztrák fővezérrel, Frigyes Józsiás szász-coburg-saalfeldi herceggel, akivel fegyverszünetet kötött és seregével Párizs felé indult, hogy a Konventet szétkergesse. Mielőtt azonban még francia földre jutott volna, máris a hadügyminiszter Pierre Riel de Beurnonville és a Konvent által küldött négy kormánybiztos jelent meg táborában, azzal az utasítással, hogy Dumouriez-t állásából elmozdítsák. Ezeket azonban elfogatta és az osztrákoknak adta át, de amikor ezt a sereg megtudta és Dumouriez hadseregparanccsal a sereget a királyi hatalom helyreállításában való közreműködésre lelkesíteni akarta, a csapatok fellázadtak és Dumouriez-nek az osztrákokhoz kellett menekülni (1793. április 4.). 
Mint hazátlan bujdosó élt azután előbb Németországban, azután Angliában, ahol a Bourbonoktól kapott nyugdíjból élt 1823-ig.